# Walls (Misisipi)
Walls es un pueblo situado en el condado de DeSoto, Misisipi, Estados Unidos. Tiene una población estimada, a mediados de 2023, de 1389 habitantes.

## Demografía
Según el censo de 2020, en ese momento había 1351 personas residiendo en la localidad. La densidad de población era de 44.06 hab./km².
| Raza                   | Núm. | Porc.   |
| ---------------------- | ---- | ------- |
| Afroamericanos         | 819  | 60.62%  |
| Blancos                | 425  | 31.46%  |
| Amerindios             | 1    | 0.07%   |
| Asiáticos              | 19   | 1.41%   |
| Isleños del Pacífico   | 2    | 0.15%   |
| De otras razas         | 38   | 2.81%   |
| De una mezcla de razas | 47   | 3.48%   |
| Total                  | 1351 | 100.00% |

Del total de la población, el 3.55% eran hispanos o latinos de cualquier raza.